# Michael Shanks (homme politique)
Pour les articles homonymes, voir Michael Shanks et Shanks.
Michael Graeme Shanks, né le 4 mars 1988 est un homme politique travailliste écossais. Il est député de Rutherglen et Hamilton-Ouest depuis une élection partielle le 5 octobre 2023.

## Jeunesse
Shanks est né en 1987 ou 1988 dans l'Ayrshire. Il est diplômé en histoire et politique de l'Université de Glasgow puis travaille pour une association caritative avant de se reconvertir comme enseignant à la fin de la vingtaine, en suivant un PGDE à Glasgow. Il est professeur d'études modernes à la Park Mains High School à Erskine, Renfrewshire. Il est également impliqué dans des initiatives communautaires et caritatives en faveur des personnes handicapées, et dirige un groupe scout pour les enfants handicapés,.

## Carrière politique
Shanks est candidat aux élections du conseil municipal de Glasgow en 2012 se présentant pour la Parti travailliste écossais dans le quartier de Partick West et terminant cinquième dans le processus de vote unique transférable. Quatre conseillers sont élus pour le quartier, faisant de Shanks le seul candidat du Parti travailliste à Glasgow à ne pas être élu,. Il se présente dans la circonscription de Glasgow Kelvin aux élections parlementaires écossaises de 2016, arrivant troisième , et dans la circonscription de Glasgow Nord-Ouest aux élections générales de 2017, arrivant en deuxième position,. Shanks quitte le Parti travailliste le jour des élections au Parlement européen de 2019 au Royaume-Uni, invoquant le Brexit et l'antisémitisme au sein du parti, mais il le réintègre lorsque Keir Starmer en devient chef,.
Ayant déménagé à Rutherglen depuis l'ouest de Glasgow un an plus tôt, il est sélectionné pour la circonscription de Rutherglen et Hamilton West en mai 2023, en prévision du fait que Margaret Ferrier, la députée sortante qui a été sanctionnée pour violations des restrictions liées au COVID-19 perdrait son siège via une pétition de révocation. A la suite de sa suspension de la Chambre des communes, Ferrier est révoquée par une pétition le 1er août. Lors de l'élection partielle qui suit, le 5 octobre, les travaillistes renversent la précédente majorité de 9,7 % du Parti national écossais (SNP) pour l'emporter avec une majorité de 31 % et un écart de 24 %, avec 58,6 % des voix.